# Wielgie (województwo łódzkie)
Wielgie – wieś w Polsce położona w województwie łódzkim, w powiecie wieluńskim, w gminie Ostrówek.
Wieś leży przy drodze wojewódzkiej nr 481 z Łasku do Wielunia.
W latach 1975–1998 miejscowość należała administracyjnie do województwa sieradzkiego.

## Części wsi
| SIMC    | Nazwa           | Rodzaj    |
| ------- | --------------- | --------- |
| 0709170 | Kierków         | część wsi |
| 0709187 | Stawik          | część wsi |
| 0709193 | Wielgie-Parcela | część wsi |

## Zabytki
Według rejestru zabytków Narodowego Instytutu Dziedzictwa na listę zabytków wpisane są obiekty:
- zespół dworski, XIX w.:
  - dwór, nr rej.: 303 z 21.05.1982
  - park, nr rej.: j.w.
  - spichrz, nr rej.: 304 z 21.05.1982